# Gérard Marcon
Pour les articles homonymes, voir Marcon (homonymie).
Gérard Marcon est un footballeur français, né le 2 octobre 1942 au Cailar.

## Carrière
Formé au Nîmes Olympique, il y remporte la Coupe Gambardella le 7 mai 1961 avec notamment Patrick Castro.
Non inclus dans l'effectif professionnel, il choisit de rejoindre en décembre 1961 La Berrichonne de Châteauroux qui évoluait en Championnat de France amateur après avoir remporté quelques mois plus tôt le championnat de la Ligue du Centre.
En 1964, il atteint la finale du Championnat de France amateur, mais s'incline 4 buts à 1 contre la réserve de l'AS Monaco.
À la suite de l'élargissement de la D2 et à l'ouverture aux clubs amateurs en 1970, il joue ses premiers matchs au 2e échelon national qu'il connaîtra jusqu'en 1977

## Palmarès
- Coupe Gambardella : 1961 (Nîmes Olympique)
- Championnat de France amateur : Vice-Champion en 1964 (LB Châteauroux)
- 114 matchs et 2 buts en 2e division